# 나루타키역
나루타키역(일본어: 鳴滝駅, なるたきえき)은 일본 교토부 교토시 우쿄구에 있는 게이후쿠 전기 철도 기타노 선의 역이다. 역 번호는 B3이다.

## 역사
- 1926년 3월 10일: 교토 전등이 운영하는 아라시야마 전철 기타노 선 가오슌구치(현재의 우타) ~ 가타비라노쓰지 역간 개통 시에 영업 개시.
- 1942년 3월 2일: 노선의 계승으로 게이후쿠 전기 철도의 역이 됨.

## 역 구조
상대식 승강장 2면 2선의 지상역이다. 역 구내 건널목(제4종)에서 2개의 플랫폼이 연결되어 있다. 또한, 이 구내 건널목은 2011년 3월 가타비라노쓰지 역에 구내 건널목이 설치되기까지 오랫동안 란덴의 유일한 것이었다. 본 역과 도키와 역 사이는 복선이다. 출입구는 가타비라노쓰지 방면 플랫폼에는 승강장 중간에 위치한 1개소, 기타노하쿠바이초 방면 플랫폼은 플랫폼의 양단으로 2곳에 있다.

## 역 주변
- 벚꽃 터널

## 인접역
| 게이후쿠 전기 철도 ■ 기타노 선  | 게이후쿠 전기 철도 ■ 기타노 선 | 게이후쿠 전기 철도 ■ 기타노 선 |
| ------------------------------- | ------------------------------ | ------------------------------ |
| B4 우타노 기타노하쿠바이초 방면 |                                | 도키와 B2 가타비라노쓰지 방면  |